# Podocarpus pallidus
Podocarpus pallidus  (лат.) — вид хвойных растений рода Подокарп (Podocarpus) семейства Подокарповые (Podocarpaceae). Растение впервые описано в 1959 году американской учёной-ботаником Неттой Э. Грей.
Местные жители называют растение «uhiuhi».

## Распространение, описание
Эндемик Тонга. Распространён на острове Эуа и островах архипелага Вавау. Произрастает в тропических лесах, в ущельях, оврагах, а также на известняковых скалах.
Вырастает до 4,5 метров в высоту.

## Замечания по охране
В 2007 году получил статус «vulnerable» («уязвимый») согласно данным Международного союза охраны природы. Опасения вызывает слишком небольшая численность субпопуляций: менее 500 экземпляров на каждом острове, где распространён вид, в общей же сложности, предположительно, осталось менее тысячи экземпляров растения. Точной информации о дальнейшем снижении численности деревьев нет.